# Klorzoxazon
Klorzoxazon (kemiskt namn 5-klorobensoxazolin-2-on) är ett läkemedel som används som centralt verkande muskelavslappande medel. Det säljs bland annat under varunamnen Paraflex, Lorzone och Muscol. Klorzoxazon fanns i Sverige som ett kombinationspreparat, Paraflex Comp, tillsammans med acetylsalicylsyra och dextropropoxifen, fram till oktober 2005.
Klorzoxazon används för behandling under kortare tid av smärtsamma sammandragningar i skelettmuskulaturen, exempelvis ryggskott. Läkemedlets effekt åstadkoms genom att nervimpulserna från skelettmuskulaturen delvis blockeras i hjärnan.